# Dulce Pontes
Dulce Pontes (Montijo, Portugal, 8 d'abril de 1969) és una cantant portuguesa. Pertany al grup dels artistes portuguesos més populars i reconeguts internacionalment. Canta cançons pop, música tradicional portuguesa (fado inclòs), i també música clàssica. Sovint és definida com una artista de música del món. També compon alguns dels temes que canta. La seva activitat artística va contribuir en el renaixement del fado en els anys noranta del segle passat. Dulce Pontes es distingeix principalment per la seva veu, que és versàtil, dramàtica i amb una capacitat fora del comú per transmetre emocions. És considerada com una de les millors veus dins el panorama musical portuguès.

## Discografia
- Lusitana (1992)
- Lágrimas (1993)
- A brisa do coração (1995)
- Caminhos (1996)
- O primeiro canto (1999)
- Best of (2002)
- Focus (amb Ennio Morricone) (2003)
- O coração tem três portas (2006)
- Momentos (2009)